# 伊斯拉德邁波

伊斯拉德邁波（西班牙語：Isla de Maipo），是智利的城鎮，位於該國中部聖地亞哥首都大區的塔拉甘特省，始建於1899年12月26日，面積189平方公里，海拔高度480米，2012年人口33,723人，人口密度每平方公里136.5人。
33°45′S 70°54′W / 33.750°S 70.900°W